# گراهام فیلیپس (هنرپیشه)
گراهام فیلیپس (انگلیسی: Graham Phillips؛ زادهٔ ۱۴ آوریل ۱۹۹۳) یک هنرپیشه اهل ایالات متحده آمریکا است. وی از سال ۲۰۰۲ میلادی تاکنون مشغول فعالیت بوده‌است.
از فیلم‌ها یا برنامه‌های تلویزیونی که وی در آن نقش داشته‌است می‌توان به Goats و تابستان جزیره استاتن اشاره کرد.